# محابشه غراء (روستا)
 محابشه غراء  (در عربی:  المحابشة الغَراء  ) 
نام روستایی است در دهستان الُمحابشة از توابع استان حَجّه در کشور یمن در شبه جزیره عربستان.

## جمعیت
جمعیت آن (۵۶ ) نفر (۵ خانوار) می‌باشد.